# Daniel Sarabia i Ricart
Daniel Sarabia i Nicart (Blanes, 1 de juliol de 1973) és un futbolista català, que ocupa la posició de davanter.

## Trajectòria
Es va formar al club de la seua ciutat natal, el CE Blanes. El 1993 juga al Guíxols i a l'any següent fitxa pel Girona FC. Amb els gironins debuta a Segona B la temporada 94/95, tot baixant a Tercera Divisió. El 1997 deixa el Girona i retorna a la categoria de bronze amb la UE Figueres, on romandria un any abans d'incorporar-s'hi a les files del Banyoles.
El 2000 recala al Palamós CF. En aquella època el conjunt blau-i-or passa a estar presidit per l'empresari ucrainès i americà Dmitri Píterman. A l'hivern del 2002, Piterman aconsegueix el control del Racing de Santander, i porta amb ell l'entrenador i diversos jugadors del Palamós, entre ells en Sarabia.
El davanter debuta en primera divisió amb el Racing la temporada 02/03, jugant només sis partits de Lliga. No té continuïtat i baixa de nou a Segona B per jugar amb la Lorca Deportiva, però les lesions fan que passe l'any quasi en blanc.
El 2004 retorna al CE Blanes. Al conjunt de la seua ciutat hi roman cinc campanyes, repartides entre Tercera, Preferent i Primera Catalana. El 2009 hi fitxa pel Palamós CF de nou.